# Myszadła (gromada)
Myszadła – dawna gromada, czyli najmniejsza jednostka podziału terytorialnego Polskiej Rzeczypospolitej Ludowej w latach 1954–1972.
Gromady, z gromadzkimi radami narodowymi (GRN) jako organami władzy najniższego stopnia na wsi, funkcjonowały od reformy reorganizującej administrację wiejską przeprowadzonej jesienią 1954 do momentu ich zniesienia z dniem 1 stycznia 1973, tym samym wypierając organizację gminną w latach 1954–1972.
Gromadę Myszadła z siedzibą GRN w Myszadłach utworzono – jako jedną z 8759 gromad na obszarze Polski – w powiecie wołomińskim w woj. warszawskim, na mocy uchwały nr VI/10/23/54 WRN w Warszawie z dnia 5 października 1954. W skład jednostki weszły obszary dotychczasowych gromad Myszadła, Podbale, Podmyszadła, Starowola i Zawieszyn ze zniesionej gminy Jadów w tymże powiecie. Dla gromady ustalono 18 członków gromadzkiej rady narodowej.
31 grudnia 1961 gromadę zniesiono, włączając jej obszar do gromady Jadów w tymże powiecie.